# نورمن بینگلی
نورمن بینگلی (انگلیسی: Norman Bingley؛ ۱۷ سپتامبر ۱۸۶۳ – ۱۶ ژانویه ۱۹۴۰) قایقران قایق بادبانی اهل بریتانیا بود.